# Vasilij Michajlovič Dolgorukov
Principe Vasilij Michajlovič Dolgorukov-Krymskij, in russo Василий Михайлович Долгоруков-Крымский? (1º luglio 1722 – 30 gennaio 1782), è stato un generale russo. È stato un esponente della famiglia Dolgorukij.

## Biografia
Era il figlio del senatore Michail Vladimirovič Dolgorukov (1667-1750), e di sua moglie, la principessa Evdokija Jur'evna Odoevskaja (1675-1729).

## Carriera
All'età di 13 anni intraprese la carriera militare, trasferendosi al comando del feldmaresciallo Münnich contro la Crimea. Si distinse nella caduta della fortezza di Perekop (1736). Successivamente fu nominato tenente.
Nel 1741, è stato promosso al grado di capitano, nel 1745 al grado di tenente colonnello e aiutante di campo di suo zio, il generale feldmaresciallo principe Vasilij Vladimirovič Dolgorukov, e nel 1747 fu promosso a colonnello con l'incarico di comandare il reggimento di fanteria di Tobolsk.
Ha partecipato a Guerra dei sette anni (1756-1763). Si distinse nella battaglia di Kostrzyn nad Odrą e nella battaglia di Zorndorf. Nel settembre 1761 ha preso parte l'assalto di Kolberg (oggi Kołobrzeg). L'imperatrice Caterina II, nel giorno della sua incoronazione, lo nominò comandante in capo.
Partecipò alla guerra russo-turca (1768-1774). 

## Matrimonio
Nel 1783 sposò Anastasija Vasil'evna Volynskaja (1723-1805), damigella d'onore di Caterina II. Ebbero cinque figli:
- Evdokija Vasil'evna (29 febbraio 1744-1811), sposò Vasilij Vladimirovič Grušeckij, ebbero cinque figli;
- Michail Vasil'evič (1746-1791);
- Feodos'ja Vasil'evna (1747-1825);
- Vasilij Vasil'evič (1752-1812);
- Praskov'ja Vasil'evna (1754-1826), sposò il conte Valentin Platonovič Musin-Puškin, ebbero due figli.

## Morte
Morì il 30 gennaio 1782. Fu sepolto nel villaggio di Poluektovo, nel governatorato di Mosca.